# Himlingeåsen
Himlingeåsen är ett naturreservat i Katrineholms kommun i Södermanlands län. Naturreservatet är 21 hektar stort och skyddat sedan den 21 september 1962, först som naturminne men sedan den 21 juni 1973 som naturreservat.

## Beskrivning
Reservatet omfattar en 2 kilometer lång sträcka längs rullstensåsen Sköldingeåsen belägen nordost om Kyrksjön. Området består primärt av hagmark och den har fått sin nuvarande glesa karaktär efter restaureringar på 1990-talet. Trädskiktet och buskskiktet består primärt av vårtbjörkar och enbuskar med inslag av tallar, aspar och ekar. I fältskiktet återfinns mängder av tjärblomster, gul fetknopp samt blå, vit och cerise jungfrulin. Andra växter typiska för betesmarker såsom gråfibbla, gullviva, maskros, nagelört och käringtand kan observeras i naturreservatet.

## Fornlämningar
I naturreservatet finns gravfältet Floda 39:1 som består av 25 fornlämningar, detta är beläget på rullstensåsens krön i den västra delen av reservatet. Floda 47:1 (stensättning), Floda 47:2 (stensättning) och Floda 46:1 (hög) är också belägna i reservatet.

## Besök
I anslutning till naturreservatet finns två parkeringsplatser, båda med informationsskyltar. Det går under stora delar av året betande djur i större delen av reservatet.

## Galleri

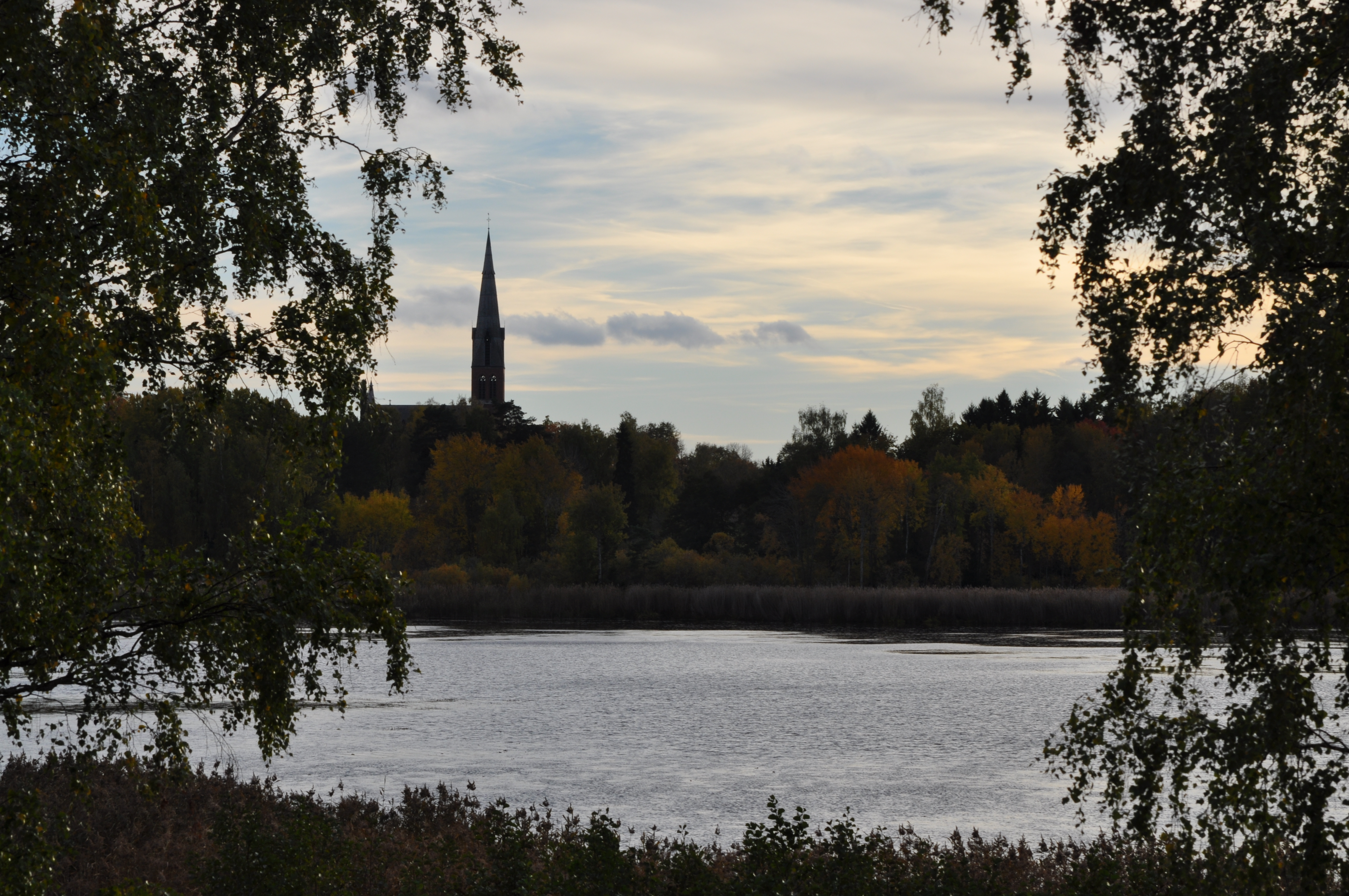
Floda kyrka från Himlingeåsen.
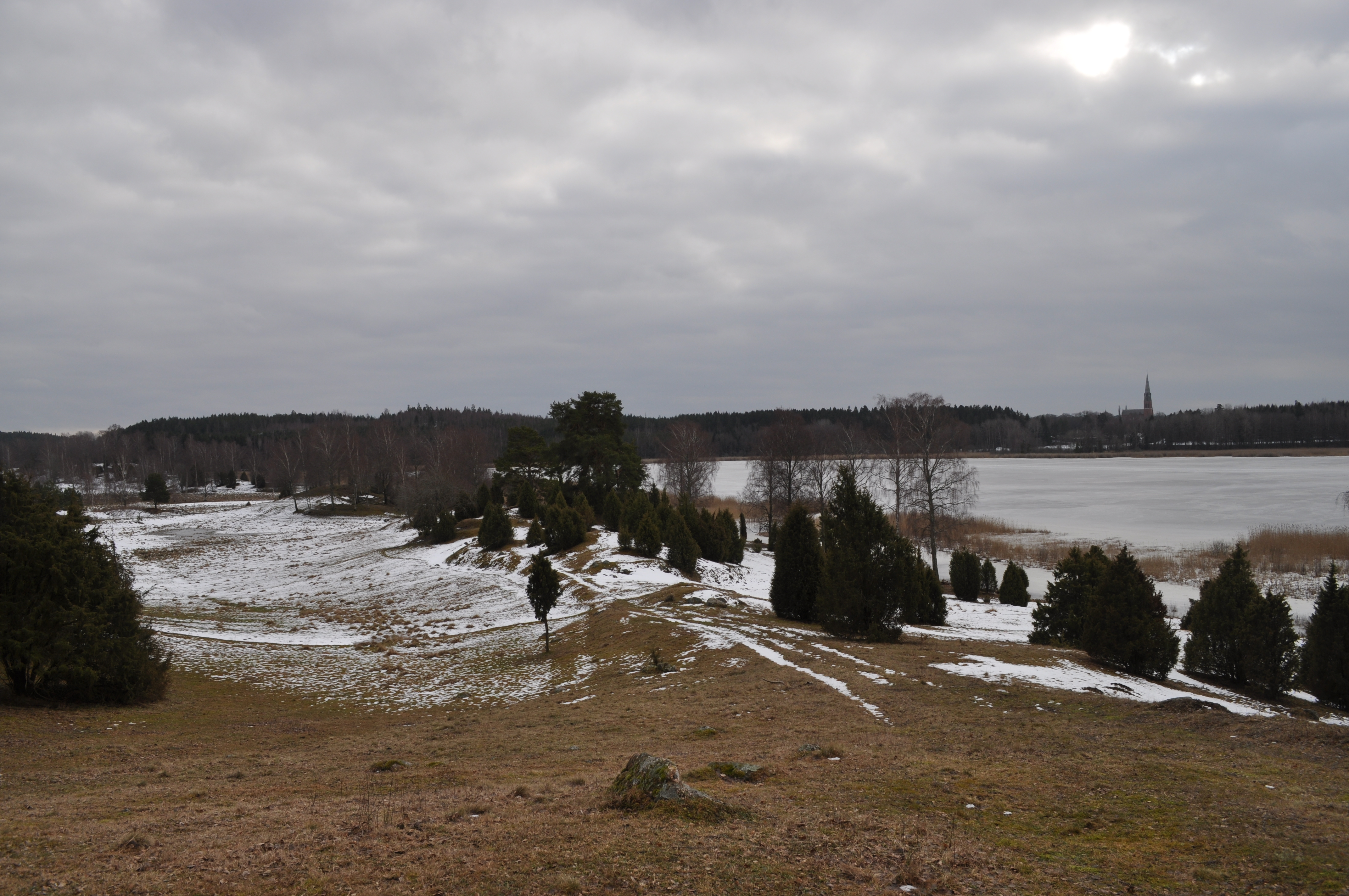
Gravar på Himlingeåsen.
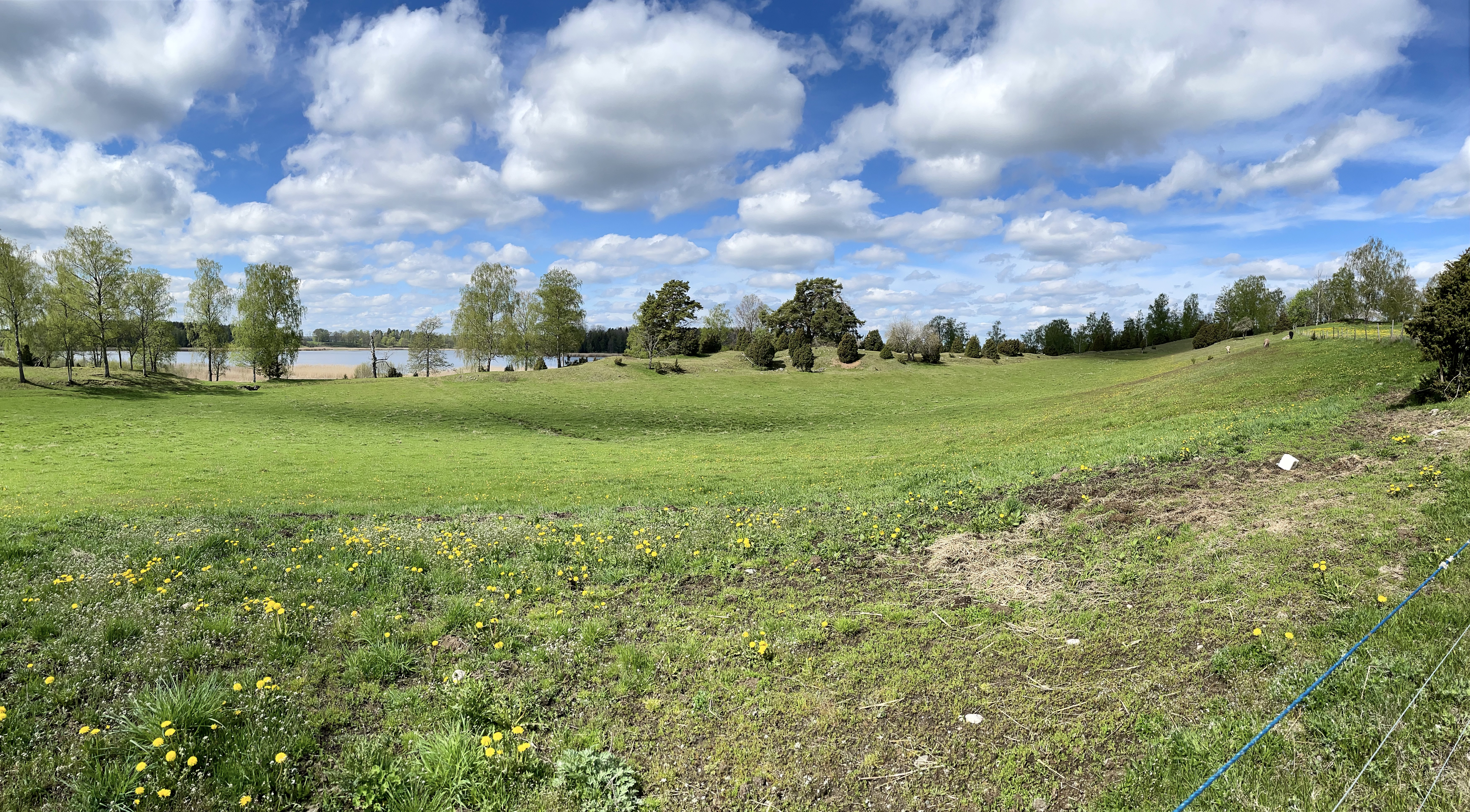
Vy över Himlingeåsen.
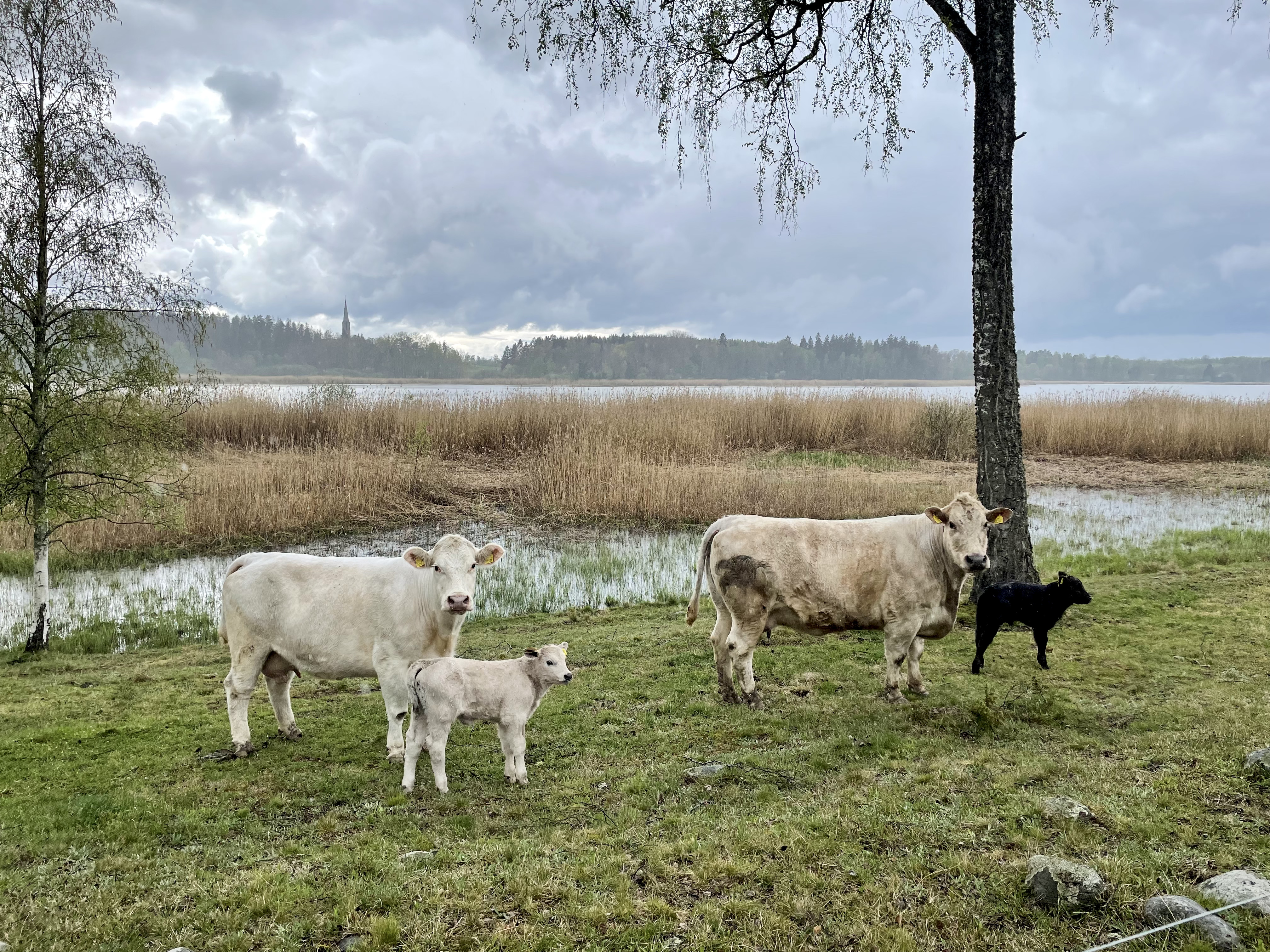
Kor och kalvar vid sjön.
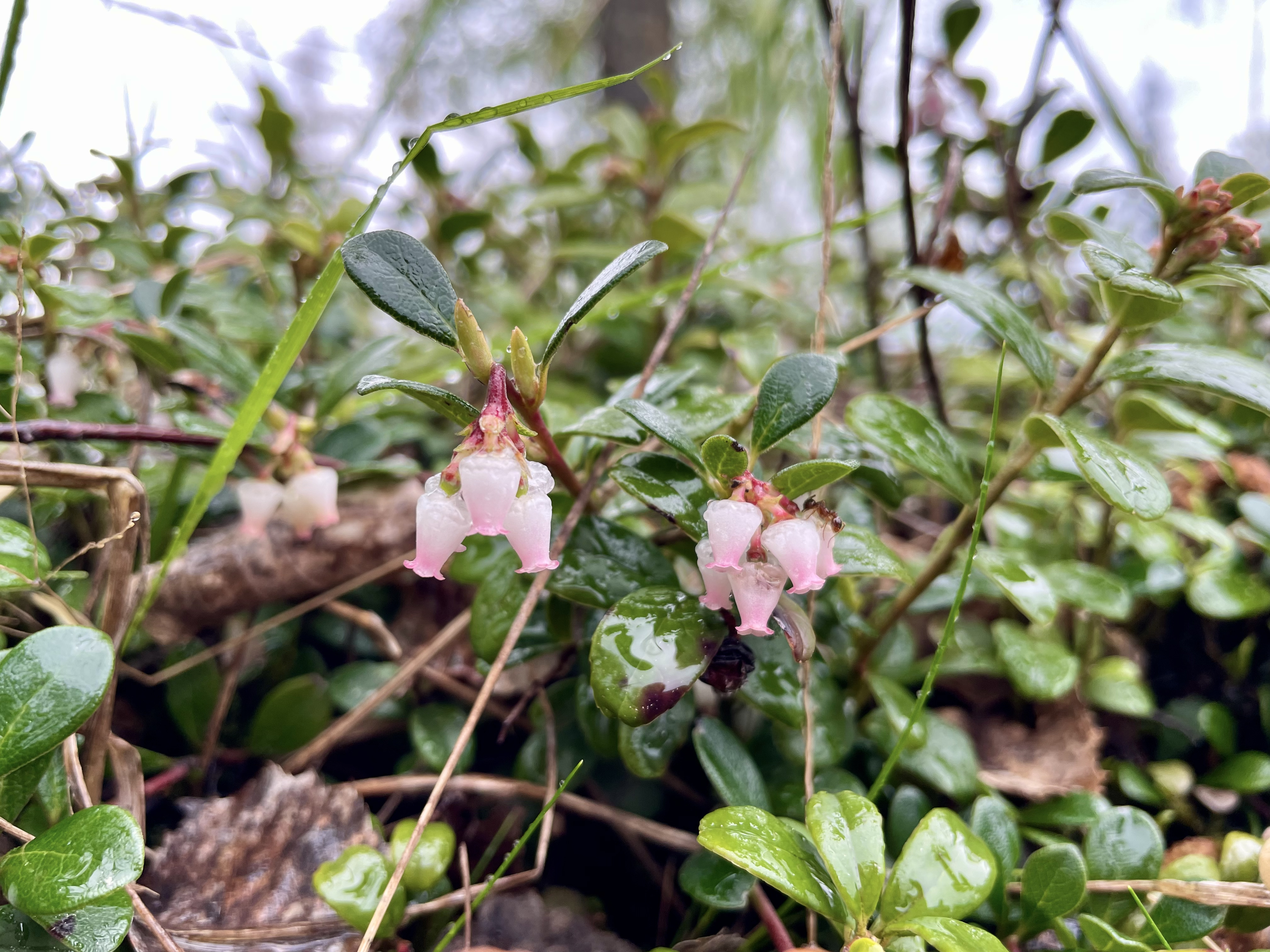
Blommande lingon.
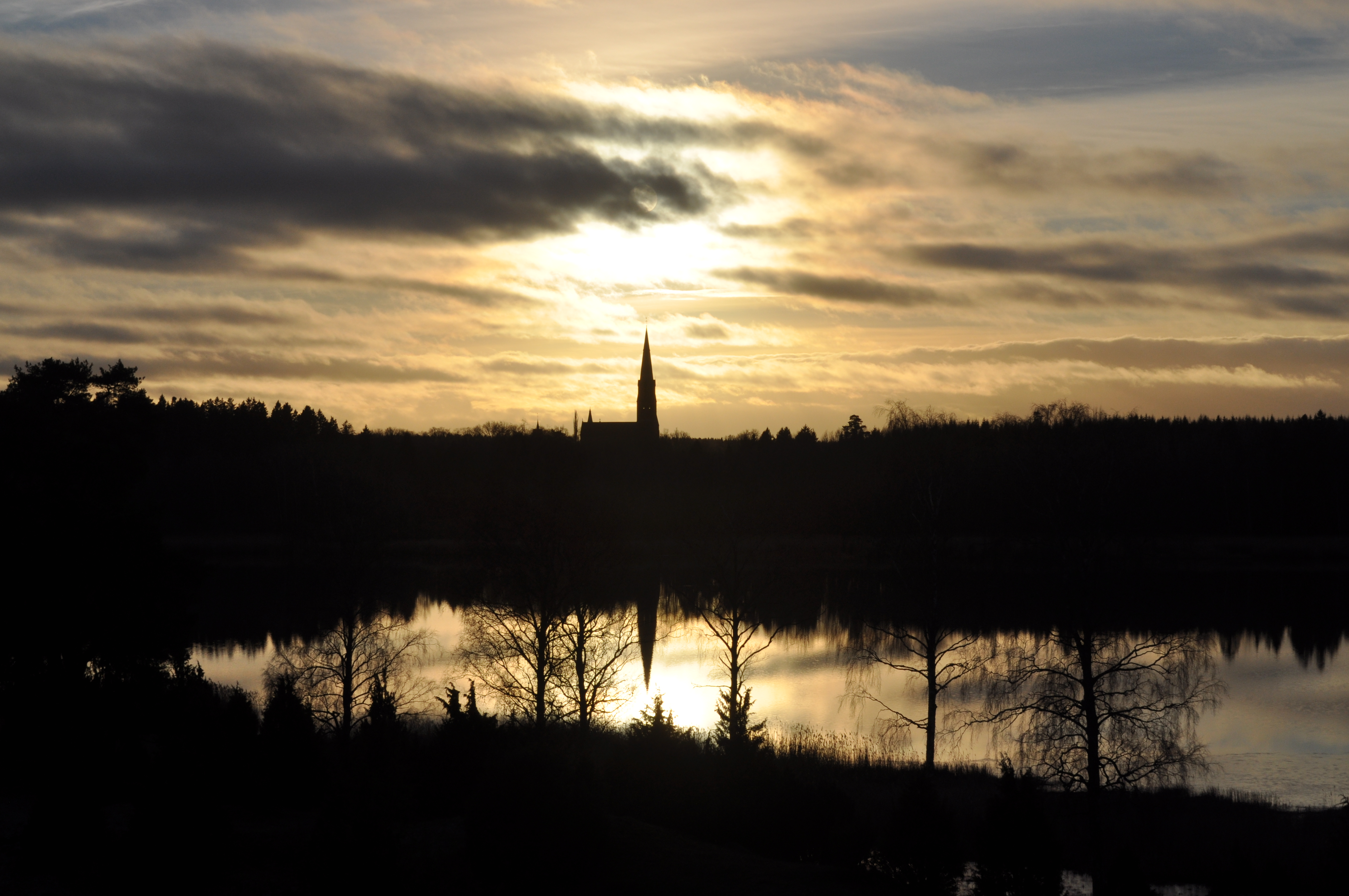
Floda kyrka från Himlingeåsen.